# Бар'єр-С
«Бар'єр-С»— український самохідний протитанковий ракетний комплекс. Являє собою глибоку модернізацію радянського самохідного ПТРК  9П149 «Штурм-С».
Про створення «Бар'єр-С» вперше стало відомо влітку 2020 року. Офіційно «Бар'єр-С» було продемонстровано на XVII Міжнародній спеціалізованій виставці «Зброя та безпека» у Києві в червні 2021 року.

## Опис
«Бар'єр-С» використовує нові протитанкові керовані ракети, та обладнаний новим програмним забезпеченням. Також для комфортної роботи екіпажу був встановлений кондиціонер.
На заміну застарілій ракеті 9М114 «Кокон», характеристики якої вже не відповідали реаліям, прийшла РК-2П. Це нова ракета, яка розроблена на базі ракети ПТРК «Бар'єр». Дальність РК-2П становить 7 км, бойова частина — тандемна кумулятивна, тобто ця ракета здатна вражати бронетехніку, обладнану  динамічним захистом. Габарити РК-2П трохи більші за «Кокон», тому був дещо перероблений барабан заряджання, який також вміщує 12 контейнерів з ракетами.
Нова ракета працює разом з оптико-прицільною станцією ОПСН-І Ізюмського приладобудівного заводу, яка вперше була продемонстрована в 2018 році. Ця станція має телевізійний, тепловізійний та лазерний канал, а також лазерний далекомір. Майже 20-кратна оптика станції дозволяє виявити противника на відстані понад 11 кілометрів, а лазерний канал — керувати ракетою на відстані до 7 км. Для роботи прицільної станції використана гіростабілізована у двох площинах платформа від ДККБ «Луч». Розробник використав безредукторні моментні двигуни. У вересні 2021 року стало відомо, що на державному підприємстві «Ізюмський приладобудівний завод» було модернізовано високоточну оптико-прицільну станцію наведення (ОПСН-І). Так, завдяки застосуванню потужнішої оптики вузького каналу наведення дальність виявлення цілі збільшилася до 25-30 км, а розпізнавати їх на відстані 15 км. На ОПСН-І також встановили новий тепловізор, за допомогою якого з'явилася можливість виявляти цілі на відстані до 14,5 км. Також встановлено волоконні гіроскопи для покращення точності стабілізації.
Ще одним внеском «Луч» стало програмне забезпечення, яке використовується у комплексі. Окрім впровадження нового інтерфейсу, який став значно простішим та легшим для сприйняття, розробники заклали абсолютно новий функціонал — автосупроводження цілі. Тобто тепер оператор може лише вибрати необхідну ціль та зафіксувати її, далі алгоритм буде тримати перехрестя самостійно. Простими словами, якщо раніше оператор мав супроводжувати ціль від моменту запуску до її знищення «вручну», то тепер все це автоматично робить програма.
Комплекс також отримав систему попередження про лазерне випромінювання. На машину встановлюється система супутникової навігації та цифровий захищений зв'язок.